# Martin De Prycker
Martin De Prycker (Sint-Niklaas, 16 januari 1955) is een Belgisch informaticus en bedrijfsleider.

## Levensloop
In 1982 studeerde Martin De Prycker af als burgerlijk ingenieur en promoveerde hij tot doctor in de informatica aan de Universiteit Gent. In 1992 behaalde hij een MBA aan de Universiteit Antwerpen.
Hij bekleedde tussen 1982 en 2002 verschillende functies bij Bell Alcatel. In 1991 werd hij directeur technologisch onderzoek (ADSL, IP). Hij startte binnen Alcatel Bell de ADSL-technologie op en maakte van Alcatel een wereldleider op het gebied van ADSL-producten. Hij was president van de Alcatel-afdeling voor ADSL-breedbandproducten van 1996 tot 2000. Van 2000 tot 2002 was hij Chief Technology Officer bij Alcatel en lid van het uitvoerend comité. 
In maart 2002 werd hij gedelegeerd bestuurder van Barco in opvolging van Hugo Vandamme. In januari 2009 nam hij ontslag; hij werd opgevolgd door Eric Van Zele.
De Prycker was lid van de raad van bestuur van Agoria (de multisectorfederatie van de technologische industrie) en directielid van werkgeversorganisatie Voka. Verder had hij zitting in het begeleidingscomité 'Proces voor Prioriteitstelling inzake Technologie en Innovatie in Vlaanderen' van de Vlaamse Raad voor Wetenschapsbeleid. Ook was hij lid van de adviesraad van de Gimv en bestuurder van het Fonds voor Wetenschappelijk Onderzoek - Vlaanderen.
Van 2009 tot 2013 was hij CEO van Caliopa, een start-up van de Universiteit Gent en imec. In 2013 werd de onderneming door Huawei overgenomen.
Sinds 2015 is hij bestuurder van Proximus. Verder bekleedt of bekleedde hij bestuursmandaten bij Anteryon, Newtec, Sentiance en EVS Broadcast Equipment en is hij managing partner bij Qbic.
In 2001 ontving hij het Gulden Spoor voor technologie, een symbolische onderscheiding voor Vlamingen die ook internationaal hun sporen verdiend hebben. In 2003 en 2004 was hij voor Trends kandidaat voor de prijs van Manager van het Jaar.
De Prycker heeft een groot aantal publicaties op zijn naam staan, onder meer de wereldwijde bestseller Asynchronous Transfer Mode: Solution for the Broadband ISDN over breedbandnetwerken, die is vertaald in vijf talen (inclusief Japans en Chinees), bijna honderd wetenschappelijke artikelen en verschillende patenten. Hij is parttime hoogleraar aan Universiteit van Boston in de Verenigde Staten en aan de Universiteit Gent].
- Bibliothèque nationale de France: cb124128408 (data)
- DBLP: 98/5873
- Gemeinsame Normdatei: 114441014
- International Standard Name Identifier: 0000 0001 0936 5215
- Library of Congress Control Number: n91029404
- Nationale Bibliotheek van Israël: 987007446182505171
- Nederlandse Thesaurus van Auteursnamen: 124236146
- SNAC: w6dp9gn5
- Système universitaire de documentation: 033242097
- Virtual International Authority File: 112451397
- WorldCat: E39PBJfGRwB7DdCdWxYHwcBQMP